# Gerald Walsh
Gerald Thomas Walsh (ur. 25 kwietnia 1942 w Nowym Jorku, zm. 4 maja 2025) – amerykański duchowny katolicki, biskup pomocniczy Nowego Jorku w latach 2004–2017.

## Życiorys
Święcenia kapłańskie otrzymał z rąk kardynała Francisa Spellmana w dniu 27 maja 1967 i inkardynowany został do archidiecezji Nowy Jork. Pracował duszpastersko na terenie archidiecezji, był także m.in. sekretarzem arcybiskupim oraz wikariuszem dla północnej części Manhattanu.
28 czerwca 2004 mianowany biskupem pomocniczym Nowego Jorku ze stolicą tytularną Altiburus. Sakry udzielił mu kard. Edward Egan. Po sakrze otrzymał nominację na rektora seminarium nowojorskiego, zaś od 2012 był wikariuszem biskupim ds. duchowieństwa. 20 lutego 2013 ogłoszona została jego nominacja na wikariusza generalnego archidiecezji. Jednocześnie bp Walsh kontynuował pracę jako wikariusz biskupi ds. duchowieństwa.
5 września 2017 przeszedł na emeryturę.